# Liste der Monuments historiques in Bouclans
Die Liste der Monuments historiques in Bouclans führt die Monuments historiques in der französischen Gemeinde Bouclans auf.

## Liste der Immobilien
| Bezeichnung        | Beschreibung | Standort                               | Kennzeichnung | Schutzstatus | Datum | Bild           |
| ------------------ | ------------ | -------------------------------------- | ------------- | ------------ | ----- | -------------- |
| Rat- und Schulhaus | 1841 erbaut  | Bouclans, 1 place Édouard-Clerc (Lage) | PA25000048    | Inscrit      | 2005  | weitere Bilder |

## Liste der Objekte
| Bezeichnung                    | Beschreibung                          | Standort                                 | Kennzeichnung | Schutzstatus | Datum | Bild |
| ------------------------------ | ------------------------------------- | ---------------------------------------- | ------------- | ------------ | ----- | ---- |
| Gemälde Anbetung der Könige    | Ölfarbe auf Leinwand, 17. Jahrhundert | Bouclans, in der Kirche St-Léger (Lage)  | PM25000425    | Classé       | 1955  |      |
| Zwei Beichtstühle              | Holz, 18. Jahrhundert                 | Bouclans, in der Kirche St-Léger (Lage)  | PM25000426    | Classé       | 1978  |      |
| Weihwasserbecken               | Stein, bezeichnet 1557                | Bouclans, in der Kirche St-Léger (Lage)  | PM25001911    | Inscrit      | 1975  |      |
| Piscina                        | Stein, 16. Jahrhundert                | Bouclans, in der Kirche St-Léger (Lage)  | PM25001912    | Inscrit      | 1975  |      |
| Skulptur Notre-Dame-des-Étangs | Holz, farbig gefasst, 17. Jahrhundert | Bouclans, in der Kirche St-Léger (Lage)  | PM25001913    | Inscrit      | 1991  |      |
| Grabstein für Jean Lallemand   | Stein, bezeichnet 1560                | Bouclans, in der Kirche St-Léger (Lage)  | PM25000424    | Classé       | 1908  |      |
| Skulptur Heiliger Leodegar     | Holz, farbig gefasst, 15. Jahrhundert | Bouclans, in der Friedhofskapelle (Lage) | PM25000427    | Classé       | 1908  |      |